# 駒沢オリンピック公園総合運動場陸上競技場
駒沢オリンピック公園総合運動場陸上競技場（こまざわオリンピックこうえんそうごううんどうじょうりくじょうきょうぎじょう）は、東京都世田谷区駒沢公園の駒沢オリンピック公園総合運動場内にある陸上競技場。球技場としても使用される。単に駒沢陸上競技場とも呼ばれる。施設は東京都が所有し、都の外郭団体である公益財団法人東京都スポーツ文化事業団（旧 東京都生涯学習文化財団）が指定管理者として運営管理を行っている。

## 概要
プロ野球・東映フライヤーズ（現・北海道日本ハムファイターズ）のフランチャイズとして1953年に建設された駒澤野球場を解体整地して、1964年の東京オリンピックの開催のため誕生。国立霞ヶ丘競技場陸上競技場と並ぶ中心的な会場として利用された。なお、実現していれば1940年の東京オリンピックのメイン会場になる予定だった。ラグビーフットボールの試合や関東学生アメリカンフットボールリーグ戦の試合も年間数試合程度が行われている。
スタンド内部には有料の駒沢トレーニングルームが併設されており、一般利用客に開放されている。
2020年東京オリンピック・パラリンピックの主会場となる国立競技場が、補助トラックの常設が困難であることを理由に球技場に特化する案が検討されているが、それに際して、新国立の代替となる陸上競技場としての機能を、味の素スタジアム（調布市）とともに移設させる案が浮上している。ただし、世界大会規模の競技会を誘致するのであれば照明設備と補助トラックが必要だが、当スタジアムには照明塔がなく、また駒沢の補助競技場には現状その陸上用トラックが整備されていない。
2025年に東京都内で開催されることが決定した「デフリンピック」（聴覚障碍者=聾啞者による国際スポーツ競技会）のメイン会場として、開閉会式と陸上競技の開催が予定されている。

## 施設概要

### メインスタジアム
- 設計：村田政真
- 日本陸上競技連盟第2種公認
- 収容人員：20,010人[4]
- 障害者席：20席
- トラック：400m×8レーン[5]
- フィールド：天然芝
- スコアボード：電光式[6]
- 照明設備：なし

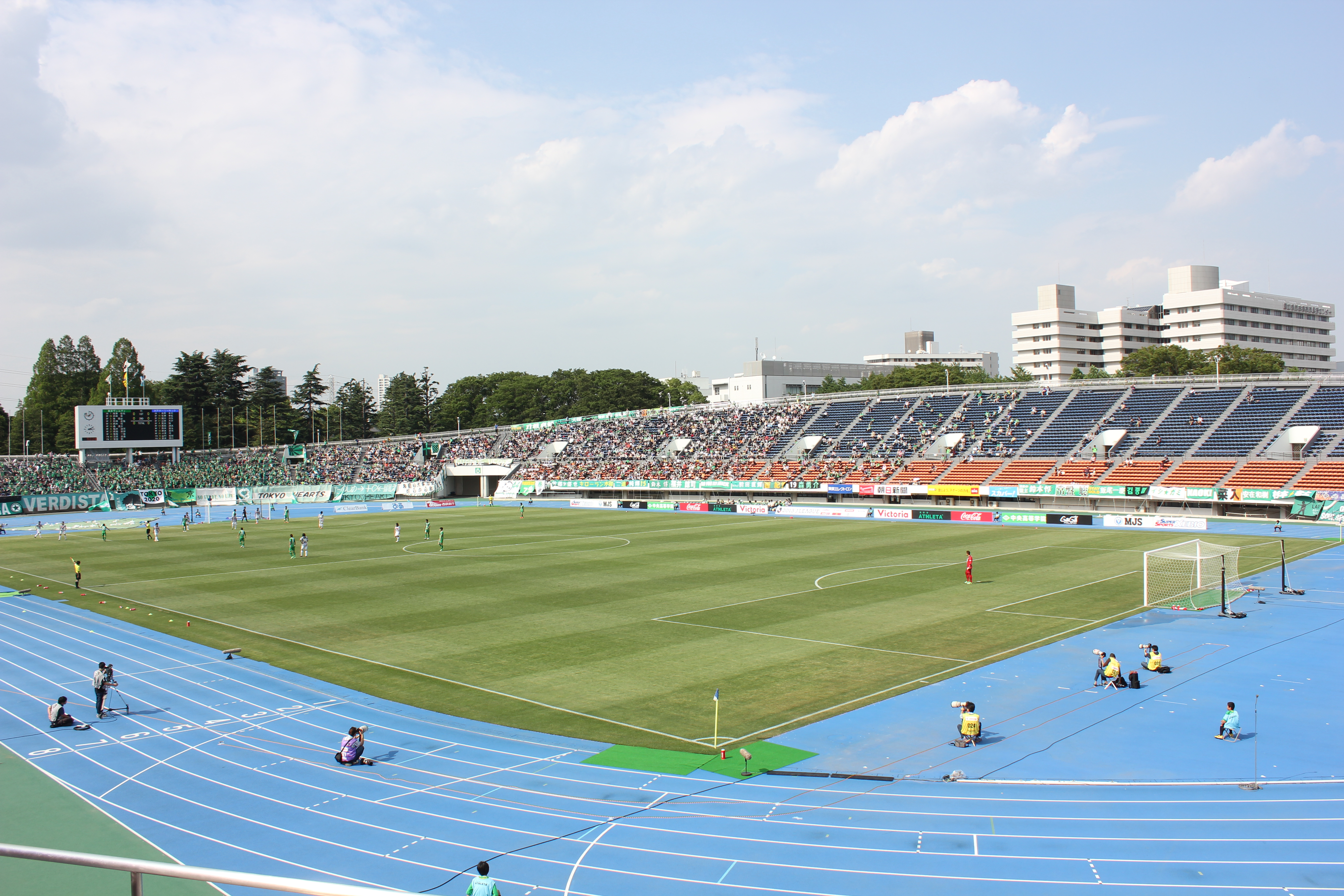
場内メインスタンドより撮影

  - 公園内の他施設である第二球技場や補助競技場（両者とも主にフットボール向けの人工芝ピッチ）と硬式野球場では照明設備があり、ナイター利用が可能となっている[7]。

### 補助競技場
- フィールド：人工芝（芝生面積135×78m。ゴムチップによるクッション付き）
- 照明設備：あり
- 使用用途：陸上競技（ただしトラックは未整備）、サッカー、ラグビー、アメリカンフットボール、ラクロス、ゲートボール他

## 開催試合・大会

### 陸上
- 世田谷246ハーフマラソン - FM世田谷でラジオ中継される時がある。
- 全国高等学校定時制通信制陸上競技大会
- 東京都高等学校陸上競技対校選手権大会

### サッカー
- 1964年の東京オリンピックのサッカー競技
  - 日本代表対アルゼンチン代表（日本代表が3-2で勝利）
- 全国高等学校サッカー選手権大会
  - 2014年度から2020年度までは開会式・開幕戦会場として使用される。
- 全日本大学サッカー選手権大会
- 日本サッカーリーグ
  - 読売サッカークラブの公式戦
- 天皇杯全日本サッカー選手権大会
  - 45回および46回の決勝戦
- ジャパンフットボールリーグ
  - 東京ガスサッカー部の公式戦他
- アテネオリンピック女子サッカーアジア予選
- 日本プロサッカーリーグ（Jリーグ）
  - FC東京、東京ヴェルディ、FC町田ゼルビアの公式戦 ※2000年のJリーグ (J1) において、FC東京は本来の本拠地である東京スタジアムが建設中であるため、登録上の本拠地を駒沢としたが、照明設備の理由によりナイターを含めた過半数の開催ができなかったため、実際には2試合だけであった（多くの試合は国立霞ヶ丘競技場陸上競技場で行った）。町田は2012年にホーム初戦の1試合行った（本来の本拠地である町田市立陸上競技場が改修中のため）。
- 日本女子サッカーリーグ（なでしこリーグ）
  - 日テレ・ベレーザ、スフィーダ世田谷FCの公式戦

### ラグビー
- リコーブラックラムズ東京のジャパンラグビーリーグワン主催試合
- 2022-23シーズンではD2の浦安D-Rocksの試合も数試合組まれる。

## 公園内その他の施設
- 硬式野球場
- 球技場
- 体育館